# Pieter Leonard Willinge Prins
Pieter Leonard Willinge Prins (Oldeberkoop, 29 december 1901 - Drouwenerzand, 15 april 1950) was een Nederlandse burgemeester.

## Leven en werk
Willinge Prins was een zoon van Petrus Lambertus Willinge Prins en Leonardina Petronella Catharina Cornelia de Gaaij Fortman. Willige Prins stamde uit een geslacht van Friese en Drentse bestuurders. Hij studeerde in Wageningen voor landbouwkundig ingenieur. Na zijn studie vestigde hij zich in 1933 met zijn echtgenote op de door Berlage, in opdracht van Helene Kröller-Müller, ontworpen boerderij De Schipborg, iets ten zuiden van het Drentse dorp Schipborg. Hij huurde deze boerderij van de toenmalige eigenaar graaf Maximilian Ferdinand Droste zu Vischering uit Darfeld in Westphalen. Willinge Prins werd in 1945 als raadslid benoemd tot waarnemend burgemeester van Anloo. In 1946 werd hij officieel benoemd tot burgemeester van deze gemeente. Hij trad hiermee in de voetsporen van zijn voorvaderen uit Dwingeloo, die daar van 1667 tot 1811 schulte waren. Zijn burgemeesterschap duurde vier jaar. In april 1950 overleed hij ten gevolge van een noodlottig ongeval. Tijdens een jachtrit door het Drouwenerzand maakte hij een dodelijke val van zijn paard. Hij werd onder grote belangstelling begraven in zijn geboorteplaats Oldeberkoop.
Willinge Prins trouwde op 27 mei 1930 te Amsterdam met Clara Wilhelmina Visser. Zij was ten tijde van het overlijden van haar man lid van Provinciale Staten van Drenthe en voorzitter van de Nederlandse Bond van Plattelandsvrouwen. In 1952 werd zij benoemd als eerste vrouwelijke hoogleraar van de toenmalige Landbouwhogeschool Wageningen.